# Championnat du Guyana de football 2000
Navigation
Saison 1998-1999 Saison 2009
La saison 2000 du Championnat du Guyana de football est la neuvième édition du championnat national au Guyana. Pour la première fois, une compétition regroupant les meilleures équipes du pays, au sein d'une poule unique, est organisée. Les douze équipes engagées s'affrontent à deux reprises. 
C'est le club de Fruta Conquerors qui remporte la compétition cette saison après avoir terminé en tête du classement final, avec cinq points d'avance sur un duo composé de Real Victoria Kings FC et de Camptown FC. Il s’agit du tout premier titre de champion du Guyana de l'histoire du club.
Grâce à ce titre, Fruta Conquerors se qualifie pour la CFU Club Championship 2001.

## Les clubs participants
- Santos FC
- Fruta Conquerors
- Real Victoria Kings FC
- Paradise FC
- Bakewell Topp XX
- Western Tigers FC
- Camptown FC
- Uitvlugt FC
- Beacon FC
- Georgetown FC
- Milerock Football Club
- Netrockers FC

## Compétition
Le barème de points servant à établir le classement se décompose ainsi :
- Victoire : 3 points
- Match nul : 1 point
- Défaite : 0 point

### Classement
| Rang | Équipe                 | Pts | J  | G  | N | P  | Bp | Bc | Diff |
| ---- | ---------------------- | --- | -- | -- | - | -- | -- | -- | ---- |
| 1    | Fruta Conquerors       | 50  | 22 | 16 | 2 | 4  | 61 | 23 | +38  |
| 2    | Real Victoria Kings FC | 45  | 22 | 14 | 3 | 5  | 49 | 18 | +31  |
| 3    | Camptown FC            | 45  | 22 | 14 | 3 | 5  | 44 | 28 | +16  |
| 4    | Georgetown FC          | 33  | 22 | 10 | 3 | 9  | 31 | 33 | -2   |
| 5    | Bakewell Topp XXC      | 31  | 22 | 9  | 4 | 9  | 41 | 34 | +7   |
| 6    | Netrockers FC          | 31  | 22 | 9  | 4 | 9  | 31 | 32 | -1   |
| 7    | Western Tigers FC      | 29  | 22 | 8  | 5 | 9  | 26 | 33 | -7   |
| 8    | Beacon FC              | 27  | 22 | 7  | 6 | 9  | 29 | 33 | -4   |
| 9    | Santos FCT             | 24  | 22 | 7  | 3 | 12 | 26 | 38 | -12  |
| 10   | Milerock Football Club | 23  | 22 | 7  | 2 | 13 | 25 | 41 | -16  |
| 11   | Paradise FC            | 22  | 22 | 7  | 2 | 13 | 22 | 52 | -30  |
| 12   | Uitvlugt FC            | 13  | 22 | 4  | 1 | 17 | 23 | 40 | -17  |

|  | Qualification pour la CFU Club Championship 2001        |
|  | T : Tenant du titre C : Vainqueur de la Coupe du Guyana |

## Bilan de la saison
| Championnat du Guyana de football 2000 |                              |
| Champion                               | Fruta Conquerors (1er titre) |
| Coupes et trophées                     |                              |
| Vainqueur de la Coupe du Guyana 2000   | Topp XX                      |
| Qualifications continentales           |                              |
| CFU Club Championship 2001             | Fruta Conquerors             |
| Promotions et relégations              |                              |
| Promus en National Football League     | Aucun                        |
| Relégués                               | Aucun                        |